# 鬼太郎 妖怪大魔境
《鬼太郎 妖怪大魔境》是一款由东星软件公司制作，万代公司在1986年发行的动作游戏。地区的FC游戏机发行。本游戏的日版是根据鬼太郎漫画改变而来。在美版中，所有与鬼太郎的人物被移除和改编。游戏以“Ninja Kid”发行。
游戏开始于一个拱门。每进入一个拱门有着不同的任务。本游戏为横向卷轴游戏，玩家需要打败每个任务中的敌人和头目。